# 阿戈斯蒂诺·基吉
阿戈斯蒂诺·基吉（Agostino Chigi，1465年—1520年），文艺复兴时期欧洲锡耶纳一个富有家庭成员。
他在罗马开有一家银行，曾帮助若干教皇举办工程筹措资金。他还拥有托尔法的明矾开采权。